# Charles James Mott
Charles James Mott (Hornsey, 1880 – Aveluy, 22 maggio 1918) è stato un baritono inglese.

## Biografia
Charles James Mott nacque a Hornsey, nel nord di Londra, figlio di Henry Isaac Mott, impiegato di un ispettore, e di Eliza Brockley, insegnante di canto. Faceva parte di una famiglia numerosa. La sua prima esperienza con la musica fu come corista nella chiesa di St. James a Muswell Hill. Quando lasciò la scuola, prese un lavoro d'ufficio come i suoi fratelli e divenne un impiegato di banca, dove era ben noto per l'abitudine di cantare da solo mentre lavorava. Dopo il lavoro studiava canto con Josiah Booth e Henry Stanley, prima di essere notato dal barone Frederic d'Erlanger che lo mandò a studiare con Paul Knupfer a Berlino. Un anno dopo i suoi progressi erano tali che Knupfer organizzò un'audizione con la Hofoper di Dessau che lo portò a diventare il baritono principale.
All'età di 25 anni Charles tornò in Inghilterra per continuare a studiare con Madame Novello Davies. La sua possibilità di cantare pubblicamente in Inghilterra arrivò quando fu invitato a condividere il palco con un nuovo tenore, John McCormack. Nel 1909 gli furono assegnati ruoli secondari alla Royal Opera, prima di ricevere la parte di Méru in Gli ugonotti di Meyerbeer, cantando con Luisa Tetrazzini. Nel 1912 cantò al Festival di Wagner a Budapest e l'anno successivo al Festival di Edimburgo. All'inizio del 1913 partecipò a una produzione senza successo di Giovanna d'Arco di Raymond Roze, ma più tardi quell'anno ebbe la fortuna di interpretare ruoli da protagonista più di suo gradimento nel Tristano e Isotta di Wagner, Lohengrin e Carmen di Bizet. All'inizio del 1912 Mott cantò la parte del Secondo cavaliere del Graal nella produzione della Royal Opera's Festival of German Opera del Parsifal di Wagner - questa fu la prima produzione inglese, sebbene cantata in tedesco. Dopo Parsifal, Mott cantò il Tristano, I maestri cantori di Norimberga e Il crepuscolo degli dei.
Nel 1914 il compositore inglese Sir Edward Elgar partecipò al Festival, aspettandosi di ascoltare Tristano, ma al posto di quello si levò il sipario sui Maestri cantori in cui Mott ebbe per caso la parte di August Kiess come Kothner. Mott avrebbe voluto cantare la parte di Nachtigall, ma Kiess era indisposto. Elgar fu colpito dalla voce di Mott, lo lodò personalmente e ricordandolo più tardi, lo raccomandò per la parte del Sacerdote nel suo Il sogno di Geronte.

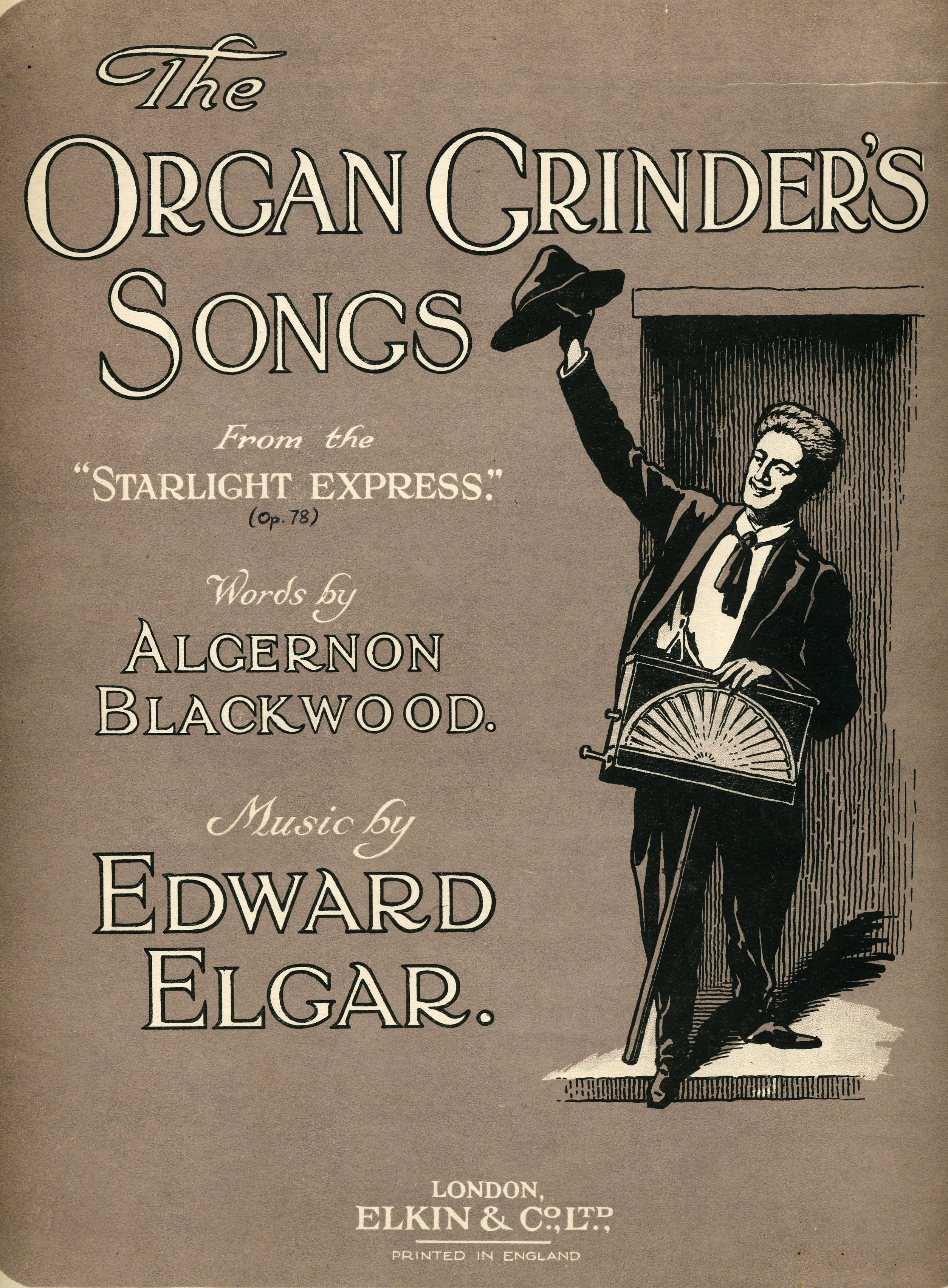
Charles Mott - as the Organ Grinder in Elgar's The Starlight Express

Elgar invitò Mott a interpretare il ruolo chiave di The Organ Grinder nella produzione di Lena Ashwell di The Starlight Express al Kingsway Theatre e a questo seguirono esibizioni di successo nel ciclo di canzoni di Elgar sulle poesie di Kipling The Fringes of the Fleet. Nel 1916 Mott recitò la parte dell'Angelo dell'Agonia in Geronte, al fianco di Clara Butt e Gervase Elwes, sotto la direzione del compositore. Ci furono sei esibizioni alla Queen's Hall dall'8 maggio e una esibizione di gala il 19 maggio alla presenza del re e della regina. Alla fine di quell'anno cantò nelle esotiche Scenes of Hiawatha di Coleridge-Taylor.
Fu arruolato nell'esercito britannico e si unì agli Artists Rifles. Il 20 maggio 1918, durante la Terza battaglia dell'Aisne, mentre era in servizio attivo con i suoi compagni in Aveluy Woods, fu ferito a morte dal fuoco nemico. Morì per le ferite due giorni dopo. C'erano altri cantanti nel reggimento e fu ricordato con affetto da uno di loro, Roy Henderson, per la sua popolarità, non convenzionalità e spensieratezza. Il caporale Lance Charles James Mott fu sepolto nella tomba 2, lotto 11, linea C del cimitero britannico di Bagneux, a sud di Gezaincourt (Somme), Francia. Elgar scrisse a un amico: "È difficile credere che Charles Mott sia morto; morto di ferite in Francia. Sono sopraffatto: un'anima BUONA semplice, onesta."

## Incisioni
Mott registrò The Starlight Express e The Fringes of the Fleet.
- Il 18 febbraio 1916, una selezione delle canzoni e della musica di The Starlight Express di Elgar fu registrata negli Studi HMV, Hayes, dalla Gramophone Company. I cantanti erano Charles Mott e Agnes Nicholls, con Elgar alla direzione dell'orchestra. C'erano otto dischi da 12 pollici:  (1) To the Children ; (2) The Blue-Eyes Fairy; (3) My Old Tunes; (4) Curfew Song; (5) Come Little Winds e Wind Dance (orchestra); (6) Tears and Laughter e Sunrise Song; (7) The Laugher's Song; (8) Finale - Hearts must be soft-shiny dressed (duetto).